# Ucieczka do Edenu
Ucieczka do Edenu (tyt. oryginalny Exit to Eden) – powieść erotyczna amerykańskiej autorki Anny Rice, wydana po raz pierwszy w 1985 roku pod pseudonimem Anne Rampling. Dedykowana jest Stanowi Rice.
W 1994 roku wyprodukowano film pod tym samym tytułem. Film oparto na motywach powieści Anny Rice, jednak znacząco zmieniając fabułę zmierzającą w stronę komedii kryminalnej. Rolę Lisy odegrała w nim Dana Delany, zaś Elliotta - Paul Mercurio.

## Fabuła
Zajmujący jedną z karaibskich wysp Klub Eden oferuje swoim Gościom przybytek, w którym mogą spełniać wszelkie seksualne fantazje. Na swoje usługi mają niewolników – osoby, które w zamian za utrzymanie i wynagrodzenie dobrowolnie pozbawiają się własnej woli i godzą się robić wszystko, na co Gość ma ochotę. Docelową grupą zarówno Gości jak niewolników są masochiści.
Elliott Slater – fotograf i korespondent wojenny, wciąż poszukujący spełnienia swoich erotycznych fantazji, decyduje się zostać przez dwa lata niewolnikiem Edenu. Jego panią zostaje Lisa – współzałożycielka Klubu. Parę łączy niecodzienna, burzliwa namiętność, a także szczególne, masochistyczne upodobania.
Głównym wątkiem powieści są opisy seksualnych doznań głównych bohaterów i rozwój ich relacji w warunkach Edenu. Oprócz tego, zawarte są tu wątki poszukiwania własnej tożsamości i zrozumienia motywacji własnych działań. Elliott Slater powoli przyznaje przed samym sobą, że jedynym napędem jego działania jako korespondent wojenny była masochistyczna potrzeba znalezienia się w sytuacji kryzysowej. Z kolei Lisa zastanawia się nad moralną oceną życia w półświatku tajemnego seksu, wyjętego poza normy życia tradycyjnego społeczeństwa.
W swoim dziele, Anne Rice często odwołuje się do życia seksualnego w Starożytnym Rzymie. W swoich fantazjach Elliott Slater przywołuje wiedzę na ten temat. Stosunki niewolni-właściciel przypominają te, jakie panowały w czasach rzymskich, co podkreśla też Lisa. Pojawiają się również nawiązania do klasyki literatury erotycznej, np. Historii O.
Powieść nie traktuje o zjawisku niewolnictwa seksualnego. Powieściowi niewolnicy to osoby, które zrzekły się swojej własnej woli dobrowolnie i na przewidziany z góry okres.

## Czas i miejsce akcji
Główny bohater powieści, Elliott Slater był korespondentem wojennym wojny domowej w Salwadorze, która wybuchła w 1979 roku. Sama powieść została wydana w 1985 roku, stąd czas akcji można określić jako koniec lat 70. lub początek lat 80. XX wieku.
Większość akcji rozgrywa się na karaibskiej wyspie, siedzibie Klubu Eden. Bohaterowie powieści zwiedzają też miasta Stanów Zjednoczonych. Wiele opisów poświęcono Nowemu Orleanowi. Obydwaj główni bohaterowie często wspominają Dom -  posiadłość należącą do Martina Halifaxa, urządzoną z detalami w wiktoriańskim stylu (można tam odnaleźć m.in. autentyczne XIX-wieczne dagerotypy).

## Eden

### Jako instytucja
Większość akcji rozgrywa się na karaibskiej wyspie w całości należącej do Edenu. Jako instytucję, Eden tworzy kilka kast ludzi. 
Najniższą kastę stanowią niewolnicy. Są to osoby, które w zamian za wysoką sumę godzą się przez czas trwania kontraktu na pełne pozbawienie własnej woli i stanie się własnością Klubu. Klub oferuje im kontrakty o długości od pół roku do dwóch lat, przy czym Członkowie Klubu uważają, że potrzeba pełnego, dwuletniego kontraktu, by niewolnik mógł osiągnąć pełnię satysfakcji z pobytu na wyspie. Podczas pobytu w Edenie mają obowiązek służyć Gościom Klubu oraz konkretnemu Członkowi Klubu (zwanemu też Panem lub Panią), którego są prywatną własnością. Oprócz tego niewolnicy wykonują też prace związane z utrzymaniem posiadłości, jak np. sprzątanie, prace ogrodowe, prace w kuchni. Grupa ta dzieli się na niewolników pełnoprawnych, którzy przeszli już pod okiem Członka Klubu szkolenie uczące całkowitej uległości, oraz na nowych niewolników dopiero poddawanych temu szkoleniu.
Niewolnicy nabywani są na aukcjach organizowanych przez liderów branży potajemnego seksu z całego świata. Zanim dana osoba zostanie zaproponowana Klubowi, musi przejść szereg szkoleń u danego mistrza. Szkolenie te wieńczone jest specjalnym egzaminem. Przyszły niewolnik poddawany jest też wielokrotnym badaniom lekarskim, w tym również już po przybyciu na wyspę. Wybierane są osoby szczególnie urodziwe. W celu uniknięcia problemów natury prawnej, niewolnikiem może zostać tylko osoba pełnoletnia (wg normy amerykańskiej, tj. po 21. roku życia), w pełni świadoma swoich czynów (zdrowa psychicznie oraz nieulegająca nałogom).
Motywacją do zostania niewolnika jest chęć przeżycia intensywnych doznań erotycznych, opartych przede wszystkim o sadomasochistyczne poczucie zniewolenia i poniżenia. Poddawani są rozmaitym torturom, zarówno fizycznym (np. bicie rzemieniem, kneblowanie), jak i psychicznym (pobudzanie seksualne bez zaspokojenia).
Goście Klubu w zamian za opłatę mogą korzystać z usług niewolników (zarówno seksualnych, jak i pospolitych prac), a także wszelkich udogodnień znajdujących się na wyspie. To właśnie z ich pieniędzy utrzymywany jest Klub.
Członkowie Klubu to osoby dbające o organizację i nadzór nad Edenem. Każdy posiada własnych niewolników, których osobiście szkoli. Grupa ta nazywana jest stajnią danego Trenera. Przez niewolników nazywani są zawsze Panem lub Panią. Członkami Klubu często zostają byli niewolnicy.
Specyficzną funkcją wśród Członków Klubu jest posada Trenera Trenerów. Taka osoba uczy nowych Członków Klubu jak obchodzić się z niewolnikiem podczas jego szkolenia.

### Wyspa
Klub Eden zajmuje w całości nienazwaną wyspę w archipelagu karaibskim. Rząd Państwa, na którego terenie leży wyspa, chroni Klub od groźby zbrojnej interwencji, a jednocześnie zapewnia autonomię. Do Edenu można dostać się zarówno drogą lotniczą - Klub posiada własne lądowisko, z którego startują prywatne samoloty Członków i Gości Klubu - oraz drogą morską, przybijając do jachtu. W ten sposób do Klubu przybywają nowi niewolnicy. Znajdują się tu wszelkie możliwe udogodnienia, m.in. baseny, salony masażu, spa, siłownie. Klub zatrudnia też własną opiekę lekarską. Z uwagi na Gości, Eden wydaje własne wydawnictwo pt. Gazeta Klubowa.

## Bohaterowie
- Lisa - jest jedną z dwóch narratorów i głównych bohaterów powieści. Członkini i współzałożycielka Klubu, powstałego na 5 lat przed rozpoczęciem akcji powieści. Swoje masochistyczne skłonności odkryła jeszcze jako uczennica szkoły średniej. Już przed pójściem na studia rozpoczęła półetatową pracę jako niewolnica. Po dwóch latach tej pracy, jej mentor Martin Halifax zaproponował jej współorganizację Klubu. Nazywana jest Perfekcjonistką. Mierzy sobie 175 cm wzrostu, nosi długie, kasztanowe włosy. Wyróżniają ją wystające kości twarzy (Elliott określa jej twarz jako nieco kanciastą) oraz duże, ciemne oczy. Ubiera się w skórzane spódnice i kamizelki oraz jedwabne halki, nosi wysokie, skórzane kozaki. Pochodzi z Kalifornii.
- Elliot Slater - drugi z narratorów i głównych bohaterów powieści. Oprócz doskonałej muskulatury, cechują go intensywnie błękitne oczy. Z zawodu jest fotografem, pracował jako korespondent wojenny. Podczas wojny domowej w Salwadorze, którą relacjonował, omal nie został rozstrzelany. Podobnie jak Lisa, pochodzi z Kalifornii.
- Martin Halifax - przyjaciel zarówno Elliotta jak i Lisy. Prowadzi Dom - instytucję o podobnym działaniu do Edenu, lecz z mniejszym rozmachem. Jeden z trenerów i egzaminatorów przyszłych niewolników. Jest uosobiony filozoficznie, interesuje się też literaturą.
- Richard - zwany Wilkiem. Jest jednym ze współzałożycieli i szefów Edenu, zwany tu Panem Kandydatów. Z pochodzenia Teksańczyk, ma krzaczaste brwi, głęboko osadzone oczy i zmarszczki typowe dla swojej rasy.
- Scott - zwany Panterą, Trener Trenerów w Klubie. W czasie rozgrywania się akcji powieści jego niewolnicą jest Kitty Kantwell, którą wcześniej brała pod uwagę też Lisa[1].